# Самойлов, Александр Яковлевич
Самойлов Александр Яковлевич (1897—1979) — советский офтальмолог, член-корреспондент АМН СССР.

## Биография
В 1921 году окончил медицинский факультет Московского университета. В 1921—1929 годах работал в клинике глазных болезней под руководством Виктора Петровича Одинцова. С 1924 по 1926 год работал там ассистентом, с 1926 года работал приват-доцентом. В 1925 и 1927 годах проводил научную работу в клиниках Германии. В 1929—1939 годах заведовал кафедрой глазных болезней Харьковского. В 1939—1952 годах преподавал в 1-м Московском медицинском институте. С 1944 по 1949 год заведовал офтальмологическим отделением Института нейрохирургии. С 1952 года работал консультантом в Институте нейрохирургии АМН СССР.
Самойлов написал более 210 печатных работ, посвященных разработке методов диагностики, лечения и профилактики туберкулеза глаза, проблемам внутриглазного давления, патогенеза и диагностики глаукомы, и нейроофтальмологии. Самойлов изобрел зеркальный капсульный манометр, предложил пилокарпиновую пробу при глаукоме, разработал квантитативную папиллометрию для определения стадии развития застойного диска зрительного нерва и локальную пупиллографию. Он описал феномен профессиональной анестезии роговой оболочки у токарей.
Под руководством Самойлова было написано около 15 докторских и более 40 кандидатских работ. Он был редактором редакционного отдела «Офтальмология» во 2-м издании БМЭ.
Его учениками были: Н. Е. Браунштейн (Челябинск), Андрей Николаевич Добромыслов (Ленинград), Александр Борисович Кацнельсон (Челябинск), Ольга Борисовна Ченцова (Москва).
Самойлов был членом правления Московского и Всесоюзного научных обществ офтальмологов.
Похоронен на Новодевичьем кладбище в Москве.

## Научные работы
- Реактивная гипертония глаза, Москва, 1926
- Введение в офтальмологию, Москва—Ленинград, 1935 (совметсно с Браунштейном H. Е.)
- Туберкулез глаз и его лечение, Харьков, 1940
- Ретинальный отек при заболеваниях глаза, Москва, 1950
- Квантитативная папиллометрия при застойном соске, Офтальм. журнал, № 1, с. 5, 1959
- Офтальмологические симптомы опухолей головного мозга, Москва, 1959 (автор ряда статей и редакций)
- Туберкулезные заболевания глаз, Ленинград, 1963 (совместно с другими)